# L'Année sociologique
L'Année sociologique, česky Socilologický rok, je akademický recenzovaný časopis zaměřený na sociologii, založený v roce 1898 Émilem Durkheimem, který byl také jeho prvním šéfredaktorem. Časopis byl takto vydáván až do roku 1925, a pak pod jménem Annales sociologiques (Sociologické anály) v letech 1934 až 1942. Po druhé světové válce se vrátil k původnímu názvu. Durkheim časopis založil jako prostředek k propagaci své vlastní výzkumné práce a práce svých studentů a dalších badatelů pracujících v rámci jeho nového sociologického paradigmatu.